# WrestleMania 2000
WrestleMania 2000 (cunoscută cronologic și sub numele de WrestleMania XVI) a fost cea de-a șaisprezecea ediție a pay-per-view-ului anual WrestleMania organizat de promoția World Wrestling Federation. Evenimentul s-a desfășurat în incinta Arrowhead Pond din Anaheim, California, pe data de 2 aprilie 2000. Este al doilea eveniment WrestleMania pe care arena Arrowhead Pond îl găzduiește și al patrulea care are loc în regiunea sudică a Californiei.
Melodia oficială a acestei ediții a fost "California", o creație a compozitorului Jim Johnston.

## Rezultate
- The Big Boss Man și Bull Buchanan i-au învins pe The Godfather și D'Lo Brown (însoțiți de Ice T și doamnele de companie ale lui Godfather) (9:05)
  - Buchanan l-a numărat pe Brown, după ce i-a aplicat un guillotine legdrop.
  - Ice-T a interpretat live melodia de intrare a lui The Godfather.
- Hardcore Holly a câștigat un Hardcore Battle Royal cu durata de 15 minute, contând pentru titlul WWF Hardcore Championship. La meci au mai participat: Crash Holly (c), Tazz, Viscera, Joey Abs, Rodney, Pete Gas, TAKA Michinoku, Funaki, Headbanger Thrasher, Headbanger Mosh, Faarooq și Bradshaw (15:00)
  - Tazz l-a numărat pe Crash, după ce i-a aplicat un capture suplex. (0:26)
  - Viscera l-a numărat pe Tazz, după ce i-a aplicat un Powerslam. (1:00)
  - Funaki l-a numărat pe Viscera, după un flying shoulderblock executat de Bradshaw. (7:51)
  - Rodney l-a numărat pe Funaki, după ce l-a aruncat într-un zid. (8:11)
  - Joey Abs l-a numărat pe Rodney, folosind un gutwrench suplex. (8:24)
  - Thrasher l-a numărat pe Joey Abs, după ce i-a aplicat un clothesline. (8:46)
  - Pete Gas l-a numărat pe Thrasher după ce l-a lovit cu un extinctor. (9:29)
  - Tazz l-a numărat pe Pete Gas, folosind un T-bone suplex. (10:17)
  - Crash l-a numărat pe Tazz. (14:20)
  - Hardcore Holly a câștigat, numărându-l pe Crash, după ce l-a lovit cu un borcan de bomboane. Holly a devevenit noul campion Hardcore. (14:59)
- T & A (Test și Albert) (însoțiți de Trish Stratus) i-au învins pe Head Cheese (Al Snow și Steve Blackman) (însoțiți de Chester McCheeserton) (7:05)
  - Test l-a numărat pe Blackman, după ce i-a aplicat un Flying Elbow Drop.
- Edge și Christian i-au învins pe The Dudley Boyz (Bubba Ray și D-Von) (c) și pe Hardy Boyz (Matt & Jeff) într-un Triangle Ladder match, câștigând centura WWF Tag Team Championship (22:29)
  - Edge și Christian au câștigat după ce au recuperat centurile suspendate deasupra ringului.
- Terri Runnels (însoțită de The Fabulous Moolah) a învins-o pe The Kat (însoțită de Mae Young) într-un meci de tipul Catfight, Val Venis fiind arbitrul special al meciului. (2:25)
  - Terri a câștigat, după ce Moolah a scos-o din ring pe Kat.
- Too Cool (Grand Master Sexay & Scotty 2 Hotty) și Chyna i-au învins pe The Radicalz (Eddie Guerrero, Perry Saturn și Dean Malenko) (9:38)
  - Chyna l-a numărat pe Guerrero, după aplicarea unui Sleeper Slam.
- Two-Fall Triple Threat Match contând pentru centurile WWF Intercontinental și WWF European Championship: Kurt Angle (c) vs. Chris Jericho vs. Chris Benoit (13:35)
  - Benoit l-a numărat pe Jericho după ce a executat un diving headbutt, câștigând titlul intercontinental. (7:54)
  - Jericho l-a numărat pe Benoit, executând un Lionsault și a devenit noul campion european. (13:35)
- Rikishi și Kane (însoțiți de Paul Bearer) au învins echipa  D-Generation X (X-Pac & The Road Dogg) (însoțiți de Tori) (4:16)
  - Kane l-a numărat pe X-Pac, după ce i-a aplicat un Tombstone Piledriver.
  - După meci, Too Cool a venit să sărbătorească victoria alături de Rikishi, alături de el apărând și mascota San Diego Chicken. După incidentul pe care l-a avut anul trecut cu mascota, Kane a devenit suspicios și a urmărit puiul. În calea lui a apărut Pete Rose, având în mână o bâtă de baseball. Rikishi a intervenit și l-a ajutat pe Kane, ambii wrestleri aplicându-i lui Rose un chokeslam și un stinkface.
- Triple H (însoțit de Stephanie McMahon-Helmsley) i-a învins pe The Rock (însoțit de Vince McMahon), Mick Foley (însoțit de Linda McMahon) și pe The Big Show (însoțit de Shane McMahon) într-un Fatal Four Way Elimination Match, păstrându-și titlul de campion WWF (36:28)
  - Rock l-a numărat pe Big Show, după ce i-a aplicat un Rock Bottom. (4:41)
  - Triple H l-a numărat pe Foley, după ce i-a aplicat un Pedigree. (19:41)
  - Triple H l-a numărat pe Rock, după un chair shot din partea lui Vince McMahon. (36:28)

## Alți participanți
| Comentatori - Jerry "The King" Lawler - Jim Ross Comentatori spanioli - Carlos Cabrera - Hugo Savinovich Reporteri - Michael Cole - Kevin Kelly Ring announcer - Howard Finkel | Arbitrii - Jack Doan - Earl Hebner - Jim Korderas - Theodore Long - Chad Patton - Mike Sparks - Tim White |

## De reținut
- La începutul spectacolului, imnul "America the Beautiful" a fost interpretat de Lilian Garcia.
- Aceasta a fost singura ediție WrestleMania de până acum la care nu a existat programat nici un meci clasic de wrestling 1 vs. 1, desfășurat sub reguli standard.
- Toți wrestlerii implicați în Triangle match-ul pentru titlul pe echipe au participat pentru prima dată la o ediție WrestleMania.
- Spectacolul propriu-zis a fost prefațat de o emisiune numită WrestleMania All Day Long, care a trecut în revistă principalele momente din istoria WrestleMania. Emisiunea este cea mai lungă avanpremieră a unei ediții Wrestlemania din istoria companiei, cu o durată de peste 8 ore.
- Aceasta a fost prima ediție WrestleMania în care corzile ringului au fost de culoare neagră.
- Logo-ul acestei ediții a fost primul din istoria competiției în care nu s-a folosit vechiul font din edițiile trecute (WrestleMania I-XV), apelându-se pentru prima dată la fontul Neo Sans. A fost de asemenea cel de-a doilea eveniment pay-per-view WWF în care s-a folosit culoarea verde în conceperea logo-ului, celălalt eveniment fiind Royal Rumble 2000.
- Este singura ediție WrestleMania de până acum la care se face referire în general folosindu-se anul de desfășurare și nu numărul cronologic al evenimentului.
- Printre celebritățile care au luat parte la WrestleMania 2000 s-au numărat: Ice-T, Martin Short, Michael Clarke Duncan, Pete Rose, Dustin Diamond, French Stewart și Opie și Anthony.